# Saison 2010 de l'ATP
Cet article traite de la saison 2010 masculine. Pour la saison 2010 féminine, voir Saison 2010 de la WTA.
Pour un article plus général, voir 2010 en tennis.
Pour un article plus général, voir ATP World Tour.
Vainqueurs des tournois majeurs

Pays accueillant des tournois ATP en 2010.

Cet article rassemble les résultats des tournois de tennis masculin de la saison 2010. Celle-ci est constituée de 67 tournois répartis en plusieurs catégories :
- 62 organisés par l'ATP : 
  - les Masters 1000, au nombre de 9 ;
  - les ATP 500, au nombre de 11 :
  - les ATP 250, au nombre de 40 ;
  - les ATP World Tour Finals qui réunissent les huit meilleurs joueurs et paires au classement ATP Race en fin de saison ;
  - la World Team Cup (compétition par équipes).
- 5 organisés par l'ITF :
  - les 4 tournois du Grand Chelem ;
  - la Coupe Davis (compétition par équipes).

La Hopman Cup est une compétition mixte (par équipes), elle est organisée par l'ITF.

## Résumé de la saison
La saison 2010 a été marquée par la domination de Rafael Nadal. Malgré un début de saison difficile, l'Espagnol réalise un Grand Chelem Rouge en remportant les 3 Masters 1000 se déroulant sur terre battue et son 5e Roland-Garros, récupérant du même coup la 1re place mondiale. Il réalise ensuite un Petit Chelem avec ses victoires à Wimbledon et à l'US Open, devenant ainsi le 3e joueur à remporter les 4 tournois du Grand Chelem sur 4 surfaces différentes. Faisant de lui le seul joueur à avoir remporté 3 tournois du Grand Chelem sur 3 surfaces différentes la même année.
Après avoir remporté son 16e titre du Grand Chelem en Australie, Roger Federer va enchaîner les résultats médiocres par rapport aux années passées. Il est éliminé en 1/4 de finale de Roland-Garros et de Wimbledon après 23 1/2 finale en Grand Chelem consécutives. Il perd 4 matchs dans l'année après avoir eu des balles de match dont la 1/2 finale de l'US Open contre Novak Djokovic. Il parvient cependant à remporter sa 5e Masters Cup face à Rafael Nadal et à finir l'année numéro 2 mondial.
Novak Djokovic retrouve une finale en Grand Chelem, perdue à New-York face à Rafael Nadal. Il remporte la Coupe Davis avec la Serbie mais n'atteint aucune finale de Masters 1000. Il finit l'année à la place de no 3 mondial.
Le Britannique Andy Murray termine à la 4e place mondiale grâce à sa régularité[réf. nécessaire]. Il échoue une nouvelle fois en finale de Grand Chelem à l'Open d'Australie mais remporte 2 Masters 1000.
Robin Söderling finit 5e mondial avec une nouvelle finale à Roland-Garros perdue face à Rafael Nadal, s'étant offert auparavant, en 1/4 de finale, une victoire sur Roger Federer, le tenant du titre. Il remporte également le titre au Masters 1000 de Paris-Bercy.
Tomáš Berdych fait son grand retour avec une finale à Wimbledon perdue face à Rafael Nadal et deux victoires face à Roger Federer dans l'année dont une sur ce gazon londonien.

## Nouveautés de la saison
Seule la catégorie ATP 250 subi quelques changements : 
- Le tournoi du Chili déménage de Viña del Mar à Santiago.
- Lyon (dur (int.)) disparaît pour laisser place à Montpellier (même surface).
- Kitzbühel (terre (ext.)) disparaît pour laisser place à Nice (même surface).
- Indianapolis (dur (ext.)) disparaît pour laisser place à Atlanta (même surface).

## Classements

### Évolution du top 10
| Rang | Nom | Points                |       |
| ---- | --- | --------------------- | ----- |
| 1    | 1   | Roger Federer         | 10550 |
| 2    | 2   | Rafael Nadal          | 9205  |
| 3    | 3   | Novak Djokovic        | 8310  |
| 4    | 4   | Andy Murray           | 7030  |
| 5    | 5   | Juan Martín del Potro | 6785  |
| 6    | 6   | Nikolay Davydenko     | 4930  |
| 7    | 7   | Andy Roddick          | 4410  |
| 8    | 8   | Robin Söderling       | 3410  |
| 9    | 9   | Fernando Verdasco     | 3300  |
| 10   | 10  | Jo-Wilfried Tsonga    | 2875  |

| Rang | Nom | Points          |       |
| ---- | --- | --------------- | ----- |
| 1    | 1   | Bob Bryan       | 10480 |
| 1    | 1   | Mike Bryan      | 10480 |
| 3    | 3   | Daniel Nestor   | 10410 |
| 3    | 3   | Nenad Zimonjić  | 10410 |
| 5    | 5   | Mark Knowles    | 6880  |
| 6    | 6   | Lukáš Dlouhý    | 6460  |
| 7    | 7   | Mahesh Bhupathi | 6260  |
| 8    | 8   | Leander Paes    | 5890  |
| 9    | 9   | Andy Ram        | 4950  |
| 10   | 10  | Wesley Moodie   | 4550  |

| Rang | Évolution       | Nom               | Points |
| ---- | --------------- | ----------------- | ------ |
| 1    | en augmentation | Rafael Nadal      | 12450  |
| 2    | en diminution   | Roger Federer     | 9145   |
| 3    | en stagnation   | Novak Djokovic    | 6240   |
| 4    | en stagnation   | Andy Murray       | 5760   |
| 5    | en augmentation | Robin Söderling   | 5580   |
| 6    | en augmentation | Tomáš Berdych     | 3955   |
| 7    | en augmentation | David Ferrer      | 3735   |
| 8    | en diminution   | Andy Roddick      | 3665   |
| 9    | en stagnation   | Fernando Verdasco | 3240   |
| 10   | en augmentation | Mikhail Youzhny   | 2920   |

| Rang | Évolution       | Nom             | Points |
| ---- | --------------- | --------------- | ------ |
| 1    | en stagnation   | Bob Bryan       | 11500  |
| 1    | en stagnation   | Mike Bryan      | 11500  |
| 3    | en stagnation   | Daniel Nestor   | 9150   |
| 3    | en stagnation   | Nenad Zimonjić  | 9150   |
| 5    | en augmentation | Leander Paes    | 5150   |
| 6    | en augmentation | Mahesh Bhupathi | 5085   |
| 7    | en augmentation | Max Mirnyi      | 5070   |
| 8    | en augmentation | Jürgen Melzer   | 4410   |
| 9    | en diminution   | Lukáš Dlouhý    | 4315   |
| 10   | en augmentation | Łukasz Kubot    | 4140   |

### Statistiques du top 20
| #  | Joueurs                  | Points | Tournois joués | Classement en 2010 | + élevé | - élevé | Evolution '10>'11 |
| -- | ------------------------ | ------ | -------------- | ------------------ | ------- | ------- | ----------------- |
| 1  | Rafael Nadal (ESP)       | 12 450 | 17             | 2                  | 1       | 4       | 1                 |
| 2  | Roger Federer (SUI)      | 9 145  | 18             | 1                  | 1       | 3       | 1                 |
| 3  | Novak Djokovic (SRB)     | 6 240  | 20             | 3                  | 2       | 3       | =                 |
| 4  | Andy Murray (GBR)        | 5 760  | 19             | 4                  | 3       | 5       | =                 |
| 5  | Robin Söderling (SWE)    | 5 580  | 24             | 8                  | 4       | 8       | 3                 |
| 6  | Tomáš Berdych (CZE)      | 3 955  | 25             | 20                 | 6       | 25      | 14                |
| 7  | David Ferrer (ESP)       | 3 735  | 24             | 17                 | 7       | 19      | 10                |
| 8  | Andy Roddick (USA)       | 3 665  | 18             | 7                  | 7       | 13      | 1                 |
| 9  | Fernando Verdasco (ESP)  | 3 240  | 24             | 9                  | 7       | 12      | =                 |
| 10 | Mikhail Youzhny (RUS)    | 2 920  | 22             | 19                 | 8       | 20      | 9                 |
| 11 | Jürgen Melzer (AUT)      | 2 785  | 27             | 28                 | 11      | 32      | 17                |
| 12 | Gaël Monfils (FRA)       | 2 560  | 21             | 13                 | 12      | 20      | 1                 |
| 13 | Jo-Wilfried Tsonga (FRA) | 2 345  | 16             | 10                 | 9       | 13      | 3                 |
| 14 | Marin Čilić (CRO)        | 2 300  | 24             | 14                 | 9       | 15      | =                 |
| 15 | Nicolás Almagro (ESP)    | 2 160  | 27             | 26                 | 15      | 40      | 11                |
| 16 | Mardy Fish (USA)         | 1 991  | 19             | 55                 | 16      | 108     | 39                |
| 17 | Ivan Ljubičić (CRO)      | 1 965  | 20             | 24                 | 13      | 26      | 7                 |
| 18 | Sam Querrey (USA)        | 1 860  | 27             | 25                 | 18      | 31      | 7                 |
| 19 | John Isner (USA)         | 1 850  | 23             | 34                 | 18      | 34      | 15                |
| 20 | Márcos Baghdatís (CYP)   | 1 785  | 28             | 42                 | 18      | 42      | 22                |

### Gains en tournois
| 1                  | Rafael Nadal (ESP)      | $10,171,998 |
| 2                  | Roger Federer (SUI)     | $7,698,289  |
| 3                  | Novak Djokovic (SRB)    | $4,278,857  |
| 4                  | Andy Murray (GBR)       | $4,046,805  |
| 5                  | Robin Söderling (SWE)   | $3,731,527  |
| 6                  | David Ferrer (ESP)      | $2,593,353  |
| 7                  | Tomáš Berdych (CZE)     | $2,509,122  |
| 8                  | Jürgen Melzer (AUT)     | $2,037,084  |
| 9                  | Fernando Verdasco (ESP) | $1,971,365  |
| 10                 | Andy Roddick (USA)      | $1,917,612  |
| au 6 décembre 2010 |                         |             |

## Palmarès
| Catégorie                   |
| --------------------------- |
| Grand Chelem                |
| ATP World Tour Finals       |
| ATP World Tour Masters 1000 |
| ATP World Tour 500          |
| ATP World Tour 250          |

### Simple
| No | Date       | Nom et lieu du tournoi                                 | Catégorie    | Dotation      | Surface      | Vainqueur           | Finaliste              | Score              | [ 1 ]   |
| -- | ---------- | ------------------------------------------------------ | ------------ | ------------- | ------------ | ------------------- | ---------------------- | ------------------ | ------- |
| 1  | 04/01/2010 | Brisbane International, Brisbane                       | ATP 250      | 372,500 $     | Dur (ext.)   | Andy Roddick        | Radek Štěpánek         | 7-62, 7-67         | Tableau |
| 2  | 04/01/2010 | Aircel Chennai Open, Chennai                           | ATP 250      | 398,250 $     | Dur (ext.)   | Marin Čilić         | Stanislas Wawrinka     | 7-62, 7-63         | Tableau |
| 3  | 04/01/2010 | Qatar ExxonMobil Open, Doha                            | ATP 250      | 1 024 000 $   | Dur (ext.)   | Nikolay Davydenko   | Rafael Nadal           | 0-6, 7-68, 6-4     | Tableau |
| 4  | 11/01/2010 | Medibank International, Sydney                         | ATP 250      | 372,500 $     | Dur (ext.)   | Márcos Baghdatís    | Richard Gasquet        | 6-4, 7-62          | Tableau |
| 5  | 11/01/2010 | Heineken Open, Auckland                                | ATP 250      | 355,500 $     | Dur (ext.)   | John Isner          | Arnaud Clément         | 6-3, 5-7, 7-62     | Tableau |
| 6  | 18/01/2010 | Australian Open, Melbourne                             | G. Chelem    | 11 048 640 A$ | Dur (ext.)   | Roger Federer       | Andy Murray            | 6-3, 6-4, 7-611    | Tableau |
| 7  | 01/02/2010 | SA Tennis Open, Johannesburg                           | ATP 250      | 442,500 $     | Dur (ext.)   | Feliciano López     | Stéphane Robert        | 7-5, 6-1           | Tableau |
| 8  | 01/02/2010 | PBZ Zagreb Indoors, Zagreb                             | ATP 250      | 398,250 €     | Dur (int.)   | Marin Čilić         | Michael Berrer         | 6-4, 65-7, 6-3     | Tableau |
| 9  | 01/02/2010 | Movistar Open, Santiago                                | ATP 250      | 398,250 $     | Terre (ext.) | Thomaz Bellucci     | Juan Mónaco            | 6-2, 0-6, 6-4      | Tableau |
| 10 | 08/02/2010 | SAP Open, San José                                     | ATP 250      | 531,000 $     | Dur (int.)   | Fernando Verdasco   | Andy Roddick           | 3-6, 6-4, 6-4      | Tableau |
| 11 | 08/02/2010 | ABN AMRO World Tennis Tournament, Rotterdam            | ATP 500      | 1 150 000 €   | Dur (int.)   | Robin Söderling     | Mikhail Youzhny        | 6-4, 2-0 ab.       | Tableau |
| 12 | 08/02/2010 | Brasil Open, Costa do Sauípe                           | ATP 250      | 442,500 $     | Terre (ext.) | Juan Carlos Ferrero | Łukasz Kubot           | 6-1, 6-0           | Tableau |
| 13 | 15/02/2010 | Tournoi de tennis de Marseille, Marseille              | ATP 250      | 512,750 €     | Dur (int.)   | Michaël Llodra      | Julien Benneteau       | 6-3, 6-4           | Tableau |
| 14 | 15/02/2010 | Regions Morgan Keegan Championships, Memphis           | ATP 500      | 1 100 000 $   | Dur (int.)   | Sam Querrey         | John Isner             | 63-7, 7-65, 6-3    | Tableau |
| 15 | 15/02/2010 | Copa Telmex, Buenos Aires                              | ATP 250      | 475,300 $     | Terre (ext.) | Juan Carlos Ferrero | David Ferrer           | 5-7, 6-4, 6-3      | Tableau |
| 16 | 22/02/2010 | The Barclays Dubai Tennis Championships, Dubaï         | ATP 500      | 1 619 500 $   | Dur (ext.)   | Novak Djokovic      | Mikhail Youzhny        | 7-5, 5-7, 6-3      | Tableau |
| 17 | 22/02/2010 | Abierto Mexicano Telcel HSBC, Acapulco                 | ATP 500      | 955,000 $     | Terre (ext.) | David Ferrer        | Juan Carlos Ferrero    | 6-3, 3-6, 6-1      | Tableau |
| 18 | 22/02/2010 | International Tennis Championships, Delray Beach       | ATP 250      | 442,500 $     | Dur (ext.)   | Ernests Gulbis      | Ivo Karlović           | 6-2, 6-3           | Tableau |
| 19 | 08/03/2010 | BNP Paribas Open, Indian Wells                         | Masters 1000 | 3 645 000 $   | Dur (ext.)   | Ivan Ljubičić       | Andy Roddick           | 7-63, 7-65         | Tableau |
| 20 | 22/03/2010 | Sony Ericsson Open, Miami                              | Masters 1000 | 3 645 000 $   | Dur (ext.)   | Andy Roddick        | Tomáš Berdych          | 7-5, 6-4           | Tableau |
| 21 | 05/04/2010 | Tournoi de tennis du Maroc, Casablanca                 | ATP 250      | 398,250 €     | Terre (ext.) | Stanislas Wawrinka  | Victor Hănescu         | 6-2, 6-3           | Tableau |
| 22 | 05/04/2010 | U.S. Men's Clay Court Championships, Houston           | ATP 250      | 442,500 $     | Terre (ext.) | Juan Ignacio Chela  | Sam Querrey            | 5-7, 6-4, 6-3      | Tableau |
| 23 | 12/04/2010 | Monte-Carlo Rolex Masters, Monte-Carlo                 | Masters 1000 | 2 227 500 €   | Terre (ext.) | Rafael Nadal        | Fernando Verdasco      | 6-0, 6-1           | Tableau |
| 24 | 19/04/2010 | Barcelona Open Banco Sabadell, Barcelone               | ATP 500      | 1 550 000 €   | Terre (ext.) | Fernando Verdasco   | Robin Söderling        | 6-3, 4-6, 6-3      | Tableau |
| 25 | 26/04/2010 | Internazionali BNL d'Italia, Rome                      | Masters 1000 | 2 227 500 €   | Terre (ext.) | Rafael Nadal        | David Ferrer           | 7-5, 6-2           | Tableau |
| 26 | 03/05/2010 | BMW Open by FWU RETAKAFUL, Munich                      | ATP 250      | 398,250 €     | Terre (ext.) | Mikhail Youzhny     | Marin Čilić            | 6-3, 4-6, 6-4      | Tableau |
| 27 | 03/05/2010 | Serbia Open, Belgrade                                  | ATP 250      | 373,200 €     | Terre (ext.) | Sam Querrey         | John Isner             | 3-6, 7-64, 6-4     | Tableau |
| 28 | 03/05/2010 | Estoril Open, Estoril                                  | ATP 250      | 398,250 €     | Terre (ext.) | Albert Montañés     | Frederico Gil          | 6-2, 64-7, 7-5     | Tableau |
| 29 | 10/05/2010 | Mutua Madrileña Masters Madrid, Madrid                 | Masters 1000 | 2 835 000 €   | Terre (ext.) | Rafael Nadal        | Roger Federer          | 6-4, 7-65          | Tableau |
| 30 | 17/05/2010 | Open de Nice Côte d’Azur, Nice                         | ATP 250      | 398,250 €     | Terre (ext.) | Richard Gasquet     | Fernando Verdasco      | 6-3, 5-7, 7-65     | Tableau |
| 31 | 24/05/2010 | Roland-Garros, Paris                                   | G. Chelem    | 7 580 800 €   | Terre (ext.) | Rafael Nadal        | Robin Söderling        | 6-4, 6-2, 6-4      | Tableau |
| 32 | 07/06/2010 | Gerry Weber Open, Halle (Westf.)                       | ATP 250      | 663,750 €     | Gazon (ext.) | Lleyton Hewitt      | Roger Federer          | 3-6, 7-64, 6-4     | Tableau |
| 33 | 07/06/2010 | AEGON Championships, Londres                           | ATP 250      | 627,700 €     | Gazon (ext.) | Sam Querrey         | Mardy Fish             | 7-63, 7-5          | Tableau |
| 34 | 14/06/2010 | UNICEF Open, Bois-le-Duc                               | ATP 250      | 398,250 €     | Gazon (ext.) | Serhiy Stakhovsky   | Janko Tipsarević       | 6-3, 6-0           | Tableau |
| 35 | 14/06/2010 | AEGON International, Eastbourne                        | ATP 250      | 405,000 €     | Gazon (ext.) | Michaël Llodra      | Guillermo García-López | 7-5, 6-2           | Tableau |
| 36 | 21/06/2010 | The Championships, Wimbledon                           | G. Chelem    | 6 196 000 £   | Gazon (ext.) | Rafael Nadal        | Tomáš Berdych          | 6-3, 7-5, 6-4      | Tableau |
| 37 | 05/07/2010 | Campbell's Hall of Fame Tennis Championships, Newport  | ATP 250      | 442,500 $     | Gazon (ext.) | Mardy Fish          | Olivier Rochus         | 5-7, 6-3, 6-4      | Tableau |
| 38 | 12/07/2010 | Mercedes Cup, Stuttgart                                | ATP 250      | 398,250 €     | Terre (ext.) | Albert Montañés     | Gaël Monfils           | 6-2, 1-2, ab.      | Tableau |
| 39 | 12/07/2010 | SkiStar Swedish Open, Båstad                           | ATP 250      | 398,250 €     | Terre (ext.) | Nicolás Almagro     | Robin Söderling        | 7-5, 3-6, 6-2      | Tableau |
| 40 | 19/07/2010 | German Open Tennis Championships, Hambourg             | ATP 500      | 1 000 000 €   | Terre (ext.) | Andrey Golubev      | Jürgen Melzer          | 6-3, 7-5           | Tableau |
| 41 | 19/07/2010 | Atlanta Tennis Championships, Atlanta                  | ATP 250      | 531,000 $     | Dur (ext.)   | Mardy Fish          | John Isner             | 4-6, 6-4, 7-64     | Tableau |
| 42 | 26/07/2010 | Allianz Suisse Open Gstaad, Gstaad                     | ATP 250      | 398,250 €     | Terre (ext.) | Nicolás Almagro     | Richard Gasquet        | 7-5, 6-1           | Tableau |
| 43 | 26/07/2010 | Farmers Classic, Los Angeles                           | ATP 250      | 619,500 $     | Dur (ext.)   | Sam Querrey         | Andy Murray            | 5-7, 7-62, 6-3     | Tableau |
| 44 | 26/07/2010 | ATP Studena Croatia Open, Umag                         | ATP 250      | 398,250 €     | Terre (ext.) | Juan Carlos Ferrero | Potito Starace         | 6-4, 6-4           | Tableau |
| 45 | 02/08/2010 | Legg Mason Tennis Classic, Washington                  | ATP 500      | 1 165 500 $   | Dur (ext.)   | David Nalbandian    | Márcos Baghdatís       | 6-2, 7-64          | Tableau |
| 46 | 09/08/2010 | Rogers Cup, Toronto                                    | Masters 1000 | 2 430 000 $   | Dur (ext.)   | Andy Murray         | Roger Federer          | 7-5, 7-5           | Tableau |
| 47 | 16/08/2010 | Western & Southern Financial Group Masters, Cincinnati | Masters 1000 | 2 430 000 $   | Dur (ext.)   | Roger Federer       | Mardy Fish             | 6-75, 7-61, 6-4    | Tableau |
| 48 | 23/08/2010 | Pilot Pen Tennis, New Haven                            | ATP 250      | 663,750 $     | Dur (ext.)   | Serhiy Stakhovsky   | Denis Istomin          | 3-6, 6-3, 6-4      | Tableau |
| 49 | 30/08/2010 | US Open, Flushing Meadows                              | G. Chelem    | 10 508 000 $  | Dur (ext.)   | Rafael Nadal        | Novak Djokovic         | 6-4, 5-7, 6-4, 6-2 | Tableau |
| 50 | 20/09/2010 | Tournoi de tennis de Moselle, Metz                     | ATP 250      | 398,250 €     | Dur (int.)   | Gilles Simon        | Mischa Zverev          | 6-3, 6-2           | Tableau |
| 51 | 20/09/2010 | BCR Open Romania, Bucarest                             | ATP 250      | 368,450 €     | Terre (ext.) | Juan Ignacio Chela  | Pablo Andújar          | 7-5, 6-1           | Tableau |
| 52 | 27/09/2010 | PTT Thailand Open, Bangkok                             | ATP 250      | 551,000 $     | Dur (int.)   | G. García-López     | Jarkko Nieminen        | 6-4, 3-6, 6-4      | Tableau |
| 53 | 27/09/2010 | Malaysian Open, Kuala Lumpur                           | ATP 250      | 850,000 $     | Dur (int.)   | Mikhail Youzhny     | Andrey Golubev         | 6-77, 6-2, 7-63    | Tableau |
| 54 | 04/10/2010 | China Open, Pékin                                      | ATP 500      | 2 100 000 $   | Dur (ext.)   | Novak Djokovic      | David Ferrer           | 6-2, 6-4           | Tableau |
| 55 | 04/10/2010 | Rakuten Japan Open, Tokyo                              | ATP 500      | 1 100 000 $   | Dur (ext.)   | Rafael Nadal        | Gaël Monfils           | 6-1, 7-5           | Tableau |
| 56 | 11/10/2010 | Shanghai Rolex Masters, Shanghai                       | Masters 1000 | 3 240 000 $   | Dur (ext.)   | Andy Murray         | Roger Federer          | 6-3, 6-2           | Tableau |
| 57 | 18/10/2010 | If Stockholm Open, Stockholm                           | ATP 250      | 531,000 €     | Dur (int.)   | Roger Federer       | Florian Mayer          | 6-4, 6-3           | Tableau |
| 58 | 18/10/2010 | Kremlin Cup, Moscou                                    | ATP 250      | 1 000 000 $   | Dur (int.)   | Viktor Troicki      | Márcos Baghdatís       | 3-6, 6-4, 6-3      | Tableau |
| 59 | 25/10/2010 | St. Petersburg Open, Saint-Pétersbourg                 | ATP 250      | 663,750 $     | Dur (int.)   | Mikhail Kukushkin   | Mikhail Youzhny        | 6-3, 7-62          | Tableau |
| 60 | 25/10/2010 | Bank Austria Tennis Trophy, Vienne                     | ATP 250      | 575,250 €     | Dur (int.)   | Jürgen Melzer       | Andreas Haider-Maurer  | 6-710, 7-64, 6-4   | Tableau |
| 61 | 25/10/2010 | Open Sud de France, Montpellier                        | ATP 250      | 575,250 €     | Dur (int.)   | Gaël Monfils        | Ivan Ljubičić          | 6-2, 5-7, 6-1      | Tableau |
| 62 | 01/11/2010 | Valencia Open 500, Valence                             | ATP 500      | 1 357 000 €   | Dur (int.)   | David Ferrer        | Marcel Granollers      | 7-5, 6-3           | Tableau |
| 63 | 01/11/2010 | Swiss Indoors Basel, Bâle                              | ATP 500      | 1 225 000 €   | Dur (int.)   | Roger Federer       | Novak Djokovic         | 6-4, 3-6, 6-1      | Tableau |
| 64 | 08/11/2010 | BNP Paribas Masters, Paris                             | Masters 1000 | 2 227 500 €   | Dur (int.)   | Robin Söderling     | Gaël Monfils           | 6-1, 7-61          | Tableau |
| 65 | 22/11/2010 | Barclays ATP World Tour Finals, Londres                | Masters      | 2 227 500 £   | Dur (int.)   | Roger Federer       | Rafael Nadal           | 6-3, 3-6, 6-1      | Tableau |

### Double
| No | Date       | Nom et lieu du tournoi                                | Catégorie    | Dotation      | Surface      | Vainqueurs                             | Finalistes                           | Score               | [ 1 ]   |
| -- | ---------- | ----------------------------------------------------- | ------------ | ------------- | ------------ | -------------------------------------- | ------------------------------------ | ------------------- | ------- |
| 1  | 04/01/2010 | Brisbane International Brisbane                       | ATP 250      | 372,500 $     | Dur (ext.)   | Jérémy Chardy Marc Gicquel             | Lukáš Dlouhý Leander Paes            | 6-3, 7-65           | Tableau |
| 2  | 04/01/2010 | Aircel Chennai Open Chennai                           | ATP 250      | 398,250 $     | Dur (ext.)   | Marcel Granollers Santiago Ventura     | Lu Yen-hsun Janko Tipsarević         | 7-5, 6-2            | Tableau |
| 3  | 04/01/2010 | Qatar ExxonMobil Open Doha                            | ATP 250      | 1 024 000 $   | Dur (ext.)   | Guillermo García-López Albert Montañés | František Čermák Michal Mertiňák     | 6-4, 7-5            | Tableau |
| 4  | 11/01/2010 | Medibank International Sydney                         | ATP 250      | 372,500 $     | Dur (ext.)   | Daniel Nestor Nenad Zimonjić           | Ross Hutchins Jordan Kerr            | 6-3, 7-65           | Tableau |
| 5  | 11/01/2010 | Heineken Open Auckland                                | ATP 250      | 355,500 $     | Dur (ext.)   | Marcus Daniell Horia Tecău             | Marcelo Melo Bruno Soares            | 7-5, 6-4            | Tableau |
| 6  | 18/01/2010 | Australian Open Melbourne                             | G. Chelem    | 11 048 640 A$ | Dur (ext.)   | Bob Bryan Mike Bryan                   | Daniel Nestor Nenad Zimonjić         | 6-3, 65-7, 6-3      | Tableau |
| 7  | 01/02/2010 | SA Tennis Open Johannesburg                           | ATP 250      | 442,500 $     | Dur (ext.)   | Rohan Bopanna Aisam-Ul-Haq Qureshi     | Karol Beck Harel Levy                | 2-6, 6-3, [10-5]    | Tableau |
| 8  | 01/02/2010 | PBZ Zagreb Indoors Zagreb                             | ATP 250      | 398,250 €     | Dur (int.)   | Jürgen Melzer Philipp Petzschner       | Arnaud Clément Olivier Rochus        | 3-6, 6-3, [10-8]    | Tableau |
| 9  | 01/02/2010 | Movistar Open Santiago                                | ATP 250      | 398,250 $     | Terre (ext.) | Łukasz Kubot Oliver Marach             | Potito Starace Horacio Zeballos      | 6-4, 6-0            | Tableau |
| 10 | 08/02/2010 | SAP Open San José                                     | ATP 250      | 531,000 $     | Dur (int.)   | Mardy Fish Sam Querrey                 | Benjamin Becker Leonardo Mayer       | 7-63, 7-5           | Tableau |
| 11 | 08/02/2010 | ABN AMRO World Tennis Tournament Rotterdam            | ATP 500      | 1 150 000 €   | Dur (int.)   | Daniel Nestor Nenad Zimonjić           | Simon Aspelin Paul Hanley            | 6-4, 4-6, [10-7]    | Tableau |
| 12 | 08/02/2010 | Brasil Open Costa do Sauípe                           | ATP 250      | 442,500 $     | Terre (ext.) | Pablo Cuevas Marcel Granollers         | Łukasz Kubot Oliver Marach           | 7-5, 6-4            | Tableau |
| 13 | 15/02/2010 | Tournoi de tennis de Marseille Marseille              | ATP 250      | 512,750 €     | Dur (int.)   | Julien Benneteau Michaël Llodra        | Julian Knowle Robert Lindstedt       | 6-4, 6-3            | Tableau |
| 14 | 15/02/2010 | Regions Morgan Keegan Championships Memphis           | ATP 500      | 1 100 000 $   | Dur (int.)   | John Isner Sam Querrey                 | Ross Hutchins Jordan Kerr            | 6-4, 6-4            | Tableau |
| 15 | 15/02/2010 | Copa Telmex Buenos Aires                              | ATP 250      | 475,300 $     | Terre (ext.) | Sebastián Prieto Horacio Zeballos      | Simon Greul Peter Luczak             | 7-64, 6-3           | Tableau |
| 16 | 22/02/2010 | The Barclays Dubai Tennis Championships Dubaï         | ATP 500      | 1 619 500 $   | Dur (ext.)   | Simon Aspelin Paul Hanley              | Lukáš Dlouhý Leander Paes            | 6-2, 6-3            | Tableau |
| 17 | 22/02/2010 | Abierto Mexicano Telcel HSBC Acapulco                 | ATP 500      | 955,000 $     | Terre (ext.) | Łukasz Kubot Oliver Marach             | Fabio Fognini Potito Starace         | 6-0, 6-0            | Tableau |
| 18 | 22/02/2010 | International Tennis Championships Delray Beach       | ATP 250      | 442,500 $     | Dur (ext.)   | Bob Bryan Mike Bryan                   | Philipp Marx Igor Zelenay            | 6-3, 7-63           | Tableau |
| 19 | 08/03/2010 | BNP Paribas Open Indian Wells                         | Masters 1000 | 3 645 000 $   | Dur (ext.)   | Marc López Rafael Nadal                | Daniel Nestor Nenad Zimonjić         | 7-68, 6-3           | Tableau |
| 20 | 22/03/2010 | Sony Ericsson Open Miami                              | Masters 1000 | 3 645 000 $   | Dur (ext.)   | Lukáš Dlouhý Leander Paes              | Mahesh Bhupathi Max Mirnyi           | 6-2, 7-5            | Tableau |
| 21 | 05/04/2010 | Tournoi de tennis du Maroc Casablanca                 | ATP 250      | 398,250 €     | Terre (ext.) | Robert Lindstedt Horia Tecău           | Rohan Bopanna Aisam-Ul-Haq Qureshi   | 6-2, 3-6, [10-7]    | Tableau |
| 22 | 05/04/2010 | U.S. Men's Clay Court Championships Houston           | ATP 250      | 442,500 $     | Terre (ext.) | Bob Bryan Mike Bryan                   | Stephen Huss Wesley Moodie           | 6-3, 7-5            | Tableau |
| 23 | 12/04/2010 | Monte-Carlo Rolex Masters Monte-Carlo                 | Masters 1000 | 2 227 500 €   | Terre (ext.) | Daniel Nestor Nenad Zimonjić           | Mahesh Bhupathi Max Mirnyi           | 6-3, 2-0 ab.        | Tableau |
| 24 | 19/04/2010 | Barcelona Open Banco Sabadell Barcelone               | ATP 500      | 1 550 000 €   | Terre (ext.) | Daniel Nestor Nenad Zimonjić           | Lleyton Hewitt Mark Knowles          | 4-6, 6-3, [10-6]    | Tableau |
| 25 | 26/04/2010 | Internazionali BNL d'Italia Rome                      | Masters 1000 | 2 227 500 €   | Terre (ext.) | Bob Bryan Mike Bryan                   | John Isner Sam Querrey               | 6-2, 6-3            | Tableau |
| 26 | 03/05/2010 | BMW Open by FWU RETAKAFUL Munich                      | ATP 250      | 398,250 €     | Terre (ext.) | Oliver Marach Santiago Ventura         | Eric Butorac Michael Kohlmann        | 5-7, 6-3, [16-14]   | Tableau |
| 27 | 03/05/2010 | Serbia Open Belgrade                                  | ATP 250      | 373,200 €     | Terre (ext.) | Santiago González Travis Rettenmaier   | Tomasz Bednarek Mateusz Kowalczyk    | 7-66, 6-1           | Tableau |
| 28 | 03/05/2010 | Estoril Open Estoril                                  | ATP 250      | 398,250 €     | Terre (ext.) | Marc López David Marrero               | Pablo Cuevas Marcel Granollers       | 61-7, 6-4, [10-4]   | Tableau |
| 29 | 10/05/2010 | Mutua Madrileña Masters Madrid Madrid                 | Masters 1000 | 2 835 000 €   | Terre (ext.) | Bob Bryan Mike Bryan                   | Daniel Nestor Nenad Zimonjić         | 6-3, 6-4            | Tableau |
| 30 | 17/05/2010 | Open de Nice Côte d’Azur Nice                         | ATP 250      | 398,250 €     | Terre (ext.) | Marcelo Melo Bruno Soares              | Rohan Bopanna Aisam-Ul-Haq Qureshi   | 1-6, 6-3, [10-5]    | Tableau |
| 31 | 24/05/2010 | Roland-Garros Paris                                   | G. Chelem    | 7 580 800 €   | Terre (ext.) | Daniel Nestor Nenad Zimonjić           | Lukáš Dlouhý Leander Paes            | 7-5, 6-2            | Tableau |
| 32 | 07/06/2010 | Gerry Weber Open Halle (Westf.)                       | ATP 250      | 663,750 €     | Gazon (ext.) | Serhiy Stakhovsky Mikhail Youzhny      | Martin Damm Filip Polášek            | 4-6, 7-5, [10-7]    | Tableau |
| 33 | 07/06/2010 | AEGON Championships Londres                           | ATP 250      | 627,700 €     | Gazon (ext.) | Novak Djokovic Jonathan Erlich         | Karol Beck David Škoch               | 6-7, 6-2, [10-3]    | Tableau |
| 34 | 14/06/2010 | UNICEF Open Bois-le-Duc                               | ATP 250      | 398,250 €     | Gazon (ext.) | Robert Lindstedt Horia Tecău           | Lukáš Dlouhý Leander Paes            | 1-6, 7-5, [10-7]    | Tableau |
| 35 | 14/06/2010 | AEGON International Eastbourne                        | ATP 250      | 405,000 €     | Gazon (ext.) | Mariusz Fyrstenberg Marcin Matkowski   | Colin Fleming Ken Skupski            | 6-3, 5-7, [10-8]    | Tableau |
| 36 | 21/06/2010 | The Championships Wimbledon                           | G. Chelem    | 6 196 000 £   | Gazon (ext.) | Jürgen Melzer Philipp Petzschner       | Robert Lindstedt Horia Tecău         | 6-1, 7-5, 7-5       | Tableau |
| 37 | 05/07/2010 | Campbell's Hall of Fame Tennis Championships Newport  | ATP 250      | 442,500 $     | Gazon (ext.) | Carsten Ball Chris Guccione            | Santiago González Travis Rettenmaier | 6-3, 6-4            | Tableau |
| 38 | 12/07/2010 | Mercedes Cup Stuttgart                                | ATP 250      | 398,250 €     | Terre (ext.) | Carlos Berlocq Eduardo Schwank         | Christopher Kas Philipp Petzschner   | 7-65, 7-66          | Tableau |
| 39 | 12/07/2010 | SkiStar Swedish Open Båstad                           | ATP 250      | 398,250 €     | Terre (ext.) | Robert Lindstedt Horia Tecău           | Andreas Seppi Simone Vagnozzi        | 6-4, 7-5            | Tableau |
| 40 | 19/07/2010 | German Open Tennis Championships Hambourg             | ATP 500      | 1 000 000 €   | Terre (ext.) | Marc López David Marrero               | Jérémy Chardy Paul-Henri Mathieu     | 6-3, 2-6, [10-8]    | Tableau |
| 41 | 19/07/2010 | Atlanta Tennis Championships Atlanta                  | ATP 250      | 531,000 $     | Dur (ext.)   | Scott Lipsky Rajeev Ram                | Rohan Bopanna Kristof Vliegen        | 6-3, 64-7 , [12-10] | Tableau |
| 42 | 26/07/2010 | Allianz Suisse Open Gstaad Gstaad                     | ATP 250      | 398,250 €     | Terre (ext.) | Johan Brunström Jarkko Nieminen        | Marcelo Melo Bruno Soares            | 6-3, 64-7, [11-9]   | Tableau |
| 43 | 26/07/2010 | Farmers Classic Los Angeles                           | ATP 250      | 619,500 $     | Dur (ext.)   | Bob Bryan Mike Bryan                   | Eric Butorac Jean-Julien Rojer       | 6-7, 6-2, [10-7]    | Tableau |
| 44 | 26/07/2010 | ATP Studena Croatia Open Umag                         | ATP 250      | 398,250 €     | Terre (ext.) | Leoš Friedl Filip Polášek              | František Čermák Michal Mertiňák     | 6-3, 7-67           | Tableau |
| 45 | 02/08/2010 | Legg Mason Tennis Classic Washington                  | ATP 500      | 1 165 500 $   | Dur (ext.)   | Mardy Fish Mark Knowles                | Tomáš Berdych Radek Štěpánek         | 4-6, 7-67, [10-7]   | Tableau |
| 46 | 09/08/2010 | Rogers Cup Toronto                                    | Masters 1000 | 2 430 000 $   | Dur (ext.)   | Bob Bryan Mike Bryan                   | Julien Benneteau Michaël Llodra      | 7-5, 6-3            | Tableau |
| 47 | 16/08/2010 | Western & Southern Financial Group Masters Cincinnati | Masters 1000 | 2 430 000 $   | Dur (ext.)   | Bob Bryan Mike Bryan                   | Mahesh Bhupathi Max Mirnyi           | 6-3, 6-4            | Tableau |
| 48 | 23/08/2010 | Pilot Pen Tennis New Haven                            | ATP 250      | 663,750 $     | Dur (ext.)   | Robert Lindstedt Horia Tecău           | Rohan Bopanna Aisam-Ul-Haq Qureshi   | 6-4, 7-5            | Tableau |
| 49 | 30/08/2010 | US Open Flushing Meadows                              | G. Chelem    | 10 508 000 $  | Dur (ext.)   | Bob Bryan Mike Bryan                   | Rohan Bopanna Aisam-Ul-Haq Qureshi   | 7-65, 7-64          | Tableau |
| 50 | 20/09/2010 | Tournoi de tennis de Moselle Metz                     | ATP 250      | 398,250 €     | Dur (int.)   | Dustin Brown Rogier Wassen             | Marcelo Melo Bruno Soares            | 6-3, 6-3            | Tableau |
| 51 | 20/09/2010 | BCR Open Romania Bucarest                             | ATP 250      | 368,450 €     | Terre (ext.) | Juan Ignacio Chela Łukasz Kubot        | Marcel Granollers Santiago Ventura   | 6-2, 5-7, [13-11]   | Tableau |
| 52 | 27/09/2010 | PTT Thailand Open Bangkok                             | ATP 250      | 551,000 $     | Dur (int.)   | Christopher Kas Viktor Troicki         | Jonathan Erlich Jürgen Melzer        | 6-4, 6-4            | Tableau |
| 53 | 27/09/2010 | Malaysian Open Kuala Lumpur                           | ATP 250      | 850,000 $     | Dur (int.)   | František Čermák Michal Mertiňák       | Mariusz Fyrstenberg Marcin Matkowski | 7-63, 7-65          | Tableau |
| 54 | 04/10/2010 | China Open Pékin                                      | ATP 500      | 2 100 000 $   | Dur (ext.)   | Bob Bryan Mike Bryan                   | Mariusz Fyrstenberg Marcin Matkowski | 6-1, 7-65           | Tableau |
| 55 | 04/10/2010 | Rakuten Japan Open Tokyo                              | ATP 500      | 1 100 000 $   | Dur (ext.)   | Eric Butorac Jean-Julien Rojer         | Andreas Seppi Dmitri Toursounov      | 6-3, 6-2            | Tableau |
| 56 | 11/10/2010 | Shanghai Rolex Masters Shanghai                       | Masters 1000 | 3 240 000 $   | Dur (ext.)   | Jürgen Melzer Leander Paes             | Mariusz Fyrstenberg Marcin Matkowski | 7-5, 4-6, [10-5]    | Tableau |
| 57 | 18/10/2010 | If Stockholm Open Stockholm                           | ATP 250      | 531,000 €     | Dur (int.)   | Eric Butorac Jean-Julien Rojer         | Johan Brunström Jarkko Nieminen      | 6-3, 6-4            | Tableau |
| 58 | 18/10/2010 | Kremlin Cup Moscou                                    | ATP 250      | 1 000 000 $   | Dur (int.)   | Igor Kunitsyn Dmitri Toursounov        | Janko Tipsarević Viktor Troicki      | 7-68, 6-3           | Tableau |
| 59 | 25/10/2010 | St. Petersburg Open Saint-Pétersbourg                 | ATP 250      | 663,750 $     | Dur (int.)   | Daniele Bracciali Potito Starace       | Rohan Bopanna Aisam-Ul-Haq Qureshi   | 7-66, 7-65          | Tableau |
| 60 | 25/10/2010 | Bank Austria Tennis Trophy Vienne                     | ATP 250      | 575,250 €     | Dur (int.)   | Daniel Nestor Nenad Zimonjić           | Mariusz Fyrstenberg Marcin Matkowski | 7-5, 3-6, [10-5]    | Tableau |
| 61 | 25/10/2010 | Open Sud de France Montpellier                        | ATP 250      | 575,250 €     | Dur (int.)   | Stephen Huss Ross Hutchins             | Marc López Eduardo Schwank           | 6-2, 4-6, [10-7]    | Tableau |
| 62 | 01/11/2010 | Valencia Open 500 Valence                             | ATP 500      | 1 357 000 €   | Dur (int.)   | Andy Murray Jamie Murray               | Mahesh Bhupathi Max Mirnyi           | 7-68, 5-7, [10-7]   | Tableau |
| 63 | 01/11/2010 | Swiss Indoors Basel Bâle                              | ATP 500      | 1 225 000 €   | Dur (int.)   | Bob Bryan Mike Bryan                   | Daniel Nestor Nenad Zimonjić         | 6-3, 3-6, [10-3]    | Tableau |
| 64 | 08/11/2010 | BNP Paribas Masters Paris                             | Masters 1000 | 2 227 500 €   | Dur (int.)   | Mahesh Bhupathi Max Mirnyi             | Mark Knowles Andy Ram                | 7-5, 7-5            | Tableau |
| 65 | 22/11/2010 | Barclays ATP World Tour Finals Londres                | Masters      | 2 227 500 £   | Dur (int.)   | Daniel Nestor Nenad Zimonjić           | Mahesh Bhupathi Max Mirnyi           | 7-66, 6-4           | Tableau |

### Double mixte
| No | Date       | Nom et lieu du tournoi      | Catégorie | Dotation       | Surface      | Vainqueurs                        | Finalistes                           | Score             |         |
| -- | ---------- | --------------------------- | --------- | -------------- | ------------ | --------------------------------- | ------------------------------------ | ----------------- | ------- |
| 1  | 18/01/2010 | Australian Open Melbourne   | G. Chelem | 11 048 640 AU$ | Dur (ext.)   | Cara Black Leander Paes           | Ekaterina Makarova Jaroslav Levinský | 7-5, 6-3          | Tableau |
| 2  | 24/05/2010 | Roland-Garros Paris         | G. Chelem | 7 580 800 €    | Terre (ext.) | Katarina Srebotnik Nenad Zimonjić | Yaroslava Shvedova Julian Knowle     | 4-6, 7-65, [11-9] | Tableau |
| 3  | 21/06/2010 | The Championships Wimbledon | G. Chelem | 6 196 000 £    | Gazon (ext.) | Leander Paes Cara Black           | Wesley Moodie Lisa Raymond           | 6-4, 7-65         | Tableau |
| 4  | 30/08/2010 | US Open Flushing Meadows    | G. Chelem | 10 508 000 $   | Dur (ext.)   | Liezel Huber Bob Bryan            | Květa Peschke Aisam-Ul-Haq Qureshi   | 6-4, 6-4          | Tableau |

### Compétitions par équipes
| | Serbie | 3                               | - | 2  | France |   |   |
| --- | ------ | ------------------------------- | - | -- | ------ | - | - |
| Belgrade Arena, Belgrade, Serbie |        |                                 |   |    |        |   |   |
| du 3 au 5 décembre 2010 sur dur (int.) |        |                                 |   |    |        |   |   |
| \| 1 \| \| Janko Tipsarević \| 1 \| 64 \| 0 \| \| \| \| 1 \| \| Gaël Monfils \| 6 \| 7 \| 6 \| \| \| \| 2 \| \| Novak Djokovic \| 6 \| 6 \| 7 \| \| \| \| 2 \| \| Gilles Simon \| 3 \| 1 \| 5 \| \| \| \| 3 \| \| Viktor Troicki – Nenad Zimonjić \| 6 \| 7 \| 4 \| 5 \| 4 \| \| 3 \| \| Arnaud Clément – Michaël Llodra \| 3 \| 63 \| 6 \| 7 \| 6 \| \| \| \| \| \| \| \| \| \| \| 4 \| \| Novak Djokovic \| 6 \| 6 \| 6 \| \| \| \| 4 \| \| Gaël Monfils \| 2 \| 2 \| 4 \| \| \| \| \| \| \| \| \| \| \| \| \| 5 \| \| Viktor Troicki \| 6 \| 6 \| 6 \| \| \| \| 5 \| \| Michaël Llodra \| 2 \| 2 \| 3 \| \| \| \| \| \| \| \| \| \| \| \| |        |                                 |   |    |        |   |   |
| 1 |        | Janko Tipsarević                | 1 | 64 | 0      |   |   |
| 1 |        | Gaël Monfils                    | 6 | 7  | 6      |   |   |
| 2 |        | Novak Djokovic                  | 6 | 6  | 7      |   |   |
| 2 |        | Gilles Simon                    | 3 | 1  | 5      |   |   |
| 3 |        | Viktor Troicki – Nenad Zimonjić | 6 | 7  | 4      | 5 | 4 |
| 3 |        | Arnaud Clément – Michaël Llodra | 3 | 63 | 6      | 7 | 6 |
| |        |                                 |   |    |        |   |   |
| 4 |        | Novak Djokovic                  | 6 | 6  | 6      |   |   |
| 4 |        | Gaël Monfils                    | 2 | 2  | 4      |   |   |
| |        |                                 |   |    |        |   |   |
| 5 |        | Viktor Troicki                  | 6 | 6  | 6      |   |   |
| 5 |        | Michaël Llodra                  | 2 | 2  | 3      |   |   |
| |        |                                 |   |    |        |   |   |

| 1 |  | Janko Tipsarević                | 1 | 64 | 0 |   |   |
| 1 |  | Gaël Monfils                    | 6 | 7  | 6 |   |   |
| 2 |  | Novak Djokovic                  | 6 | 6  | 7 |   |   |
| 2 |  | Gilles Simon                    | 3 | 1  | 5 |   |   |
| 3 |  | Viktor Troicki – Nenad Zimonjić | 6 | 7  | 4 | 5 | 4 |
| 3 |  | Arnaud Clément – Michaël Llodra | 3 | 63 | 6 | 7 | 6 |
|   |  |                                 |   |    |   |   |   |
| 4 |  | Novak Djokovic                  | 6 | 6  | 6 |   |   |
| 4 |  | Gaël Monfils                    | 2 | 2  | 4 |   |   |
|   |  |                                 |   |    |   |   |   |
| 5 |  | Viktor Troicki                  | 6 | 6  | 6 |   |   |
| 5 |  | Michaël Llodra                  | 2 | 2  | 3 |   |   |
|   |  |                                 |   |    |   |   |   |

|  | Équipe 1    | Score | Équipe 2 |  |
|  | Royaume-Uni | 1 – 2 | Espagne  |  |

| Ordre des matchs | Joueurs                        | Points au premier set | Points au second set | Points au troisième set |
| ---------------- | ------------------------------ | --------------------- | -------------------- | ----------------------- |
| 1                | Laura Robson                   | 6                     | 7                    |                         |
| 1                | María José Martínez Sánchez    | 1                     | 6                    |                         |
|                  |                                |                       |                      |                         |
| 2                | Andy Murray                    | 6                     | 4                    | 3                       |
| 2                | Tommy Robredo                  | 1                     | 6                    | 6                       |
|                  |                                |                       |                      |                         |
| 3                | Laura Robson - Andy Murray     | 6                     | 5                    |                         |
| 3                | M. J. Martínez - Tommy Robredo | 7                     | 7                    |                         |

|  | Équipe 1  | Score | Équipe 2   |  |
|  | Argentine | 2 – 1 | États-Unis |  |

| Ordre des matchs | Joueurs                           | Points au premier set | Points au second set | Points au troisième set |
| ---------------- | --------------------------------- | --------------------- | -------------------- | ----------------------- |
| 1                | Juan Mónaco                       | 1                     | 6                    | 6                       |
| 1                | Sam Querrey                       | 6                     | 2                    | 3                       |
|                  |                                   |                       |                      |                         |
| 2                | Horacio Zeballos                  | 4                     | 7                    | 5                       |
| 2                | Robby Ginepri                     | 6                     | 67                   | 7                       |
|                  |                                   |                       |                      |                         |
| 3 (sans enjeu)   | Eduardo Schwank - Diego Veronelli | 1                     | 2                    |                         |
| 3 (sans enjeu)   | Bob Bryan - Mike Bryan            | 6                     | 6                    |                         |

## Informations statistiques
Les tournois sont listés par ordre chronologique. Sam Querrey a réalisé un doublé à Memphis (ATP 500; dur (int.)), en remportant l'épreuve en simple et en double.

### En simple
| Joueur                 | Nombre | Titres                                                              |
| Rafael Nadal           | 7      | Monte-Carlo, Rome, Madrid, Roland-Garros, Wimbledon, US Open, Tōkyō |
| Roger Federer          | 5      | Open d'Australie, Cincinnati, Stockholm, Bâle, Masters              |
| Sam Querrey            | 4      | Memphis, Belgrade, Queen's, Los Angeles                             |
| Juan Carlos Ferrero    | 3      | Costa do Sauipe, Buenos Aires, Umag                                 |
| Nicolás Almagro        | 2      | Båstad, Gstaad                                                      |
| Juan Ignacio Chela     | 2      | Houston, Bucarest                                                   |
| Marin Čilić            | 2      | Chennai, Zagreb                                                     |
| Novak Djokovic         | 2      | Dubaï, Pékin                                                        |
| David Ferrer           | 2      | Acapulco, Valence                                                   |
| Mardy Fish             | 2      | Newport, Atlanta                                                    |
| Michaël Llodra         | 2      | Marseille, Eastbourne                                               |
| Albert Montañés        | 2      | Estoril, Stuttgart                                                  |
| Andy Murray            | 2      | Toronto, Shanghai                                                   |
| Andy Roddick           | 2      | Brisbane, Miami                                                     |
| Robin Söderling        | 2      | Rotterdam, Paris-Bercy                                              |
| Serhiy Stakhovsky      | 2      | Bois-le-Duc, New Haven                                              |
| Fernando Verdasco      | 2      | San José, Barcelone                                                 |
| Mikhail Youzhny        | 2      | Munich, Kuala Lumpur                                                |
| Márcos Baghdatís       | 1      | Sydney                                                              |
| Thomaz Bellucci        | 1      | Santiago                                                            |
| Nikolay Davydenko      | 1      | Doha                                                                |
| Guillermo García-López | 1      | Bangkok                                                             |
| Richard Gasquet        | 1      | Nice                                                                |
| Andrey Golubev         | 1      | Hambourg                                                            |
| Ernests Gulbis         | 1      | Delray Beach                                                        |
| Lleyton Hewitt         | 1      | Halle                                                               |
| John Isner             | 1      | Auckland                                                            |
| Mikhail Kukushkin      | 1      | Saint-Pétersbourg                                                   |
| Ivan Ljubičić          | 1      | Indian Wells                                                        |
| Feliciano López        | 1      | Johannesburg                                                        |
| Jürgen Melzer          | 1      | Vienne                                                              |
| Gaël Monfils           | 1      | Montpellier                                                         |
| David Nalbandian       | 1      | Washington                                                          |
| Gilles Simon           | 1      | Metz                                                                |
| Viktor Troicki         | 1      | Moscou                                                              |
| Stanislas Wawrinka     | 1      | Casablanca                                                          |

| Joueur            | Début de carrière | Premier titre     |
| John Isner        | 2007              | Auckland          |
| Andrey Golubev    | 2005              | Hambourg          |
| Ernests Gulbis    | 2005              | Delray Beach      |
| Mikhail Kukushkin | 2006              | Saint-Pétersbourg |
| Viktor Troicki    | 2006              | Moscou            |

#### Titres par nations
| Pays        | Nombre | Titres |
| Espagne     | 20     | Johannesburg, Costa do Sauipe, San José, Buenos Aires, Acapulco, Monte-Carlo, Barcelone, Rome, Estoril, Madrid, Roland-Garros, Wimbledon, Båstad, Stuttgart, Gstaad, Umag, US Open, Bangkok, Tōkyō, Valence |
| États-Unis  | 9      | Brisbane, Auckland, Memphis, Miami, Belgrade, Queen's, Newport, Atlanta, Los Angeles |
| Suisse      | 6      | Open d'Australie, Casablanca, Cincinnati, Stockholm, Bâle, Masters |
| France      | 5      | Marseille, Nice, Eastbourne, Metz, Montpellier |
| Argentine   | 3      | Houston, Washington, Bucarest |
| Croatie     | 3      | Chennai, Zagreb, Indian Wells |
| Russie      | 3      | Doha, Munich, Kuala Lumpur |
| Serbie      | 3      | Dubaï, Pékin, Moscou |
| Kazakhstan  | 2      | Hambourg, Saint-Pétersbourg |
| Royaume-Uni | 2      | Toronto, Shanghai |
| Suède       | 2      | Rotterdam, Paris-Bercy |
| Ukraine     | 2      | Bois-le-Duc, New Haven |
| Australie   | 1      | Halle |
| Autriche    | 1      | Vienne |
| Brésil      | 1      | Santiago |
| Chypre      | 1      | Sydney |
| Lettonie    | 1      | Delray Beach |

#### Titres par surfaces et par nations
| Dur         | Nombre |
| Espagne     | 6      |
| États-Unis  | 6      |
| Suisse      | 5      |
| Serbie      | 3      |
| France      | 3      |
| Croatie     | 3      |
| Russie      | 2      |
| Suède       | 2      |
| Royaume-Uni | 2      |
| Argentine   | 1      |
| Autriche    | 1      |
| Chypre      | 1      |
| Kazakhstan  | 1      |
| Lettonie    | 1      |
| Ukraine     | 1      |

| Terre Battue | Nombre |
| Espagne      | 13     |
| Argentine    | 2      |
| Brésil       | 1      |
| France       | 1      |
| Kazakhstan   | 1      |
| Russie       | 1      |
| Suisse       | 1      |
| États-Unis   | 1      |

| Gazon      | Nombre |
| États-Unis | 2      |
| Australie  | 1      |
| France     | 1      |
| Ukraine    | 1      |
| Espagne    | 1      |

### En double
| Joueurs             | Nombre | Titres |
| Bob Bryan           | 11     | Open d'Australie, Delray Beach, Houston, Rome, Madrid, Los Angeles, Toronto, Cincinnati, US Open, Pékin, Bâle |
| Mike Bryan          | 11     | Open d'Australie, Delray Beach, Houston, Rome, Madrid, Los Angeles, Toronto, Cincinnati, US Open, Pékin, Bâle |
| Daniel Nestor       | 7      | Sydney, Rotterdam, Monte-Carlo, Barcelone, Roland-Garros, Vienne, Masters                                     |
| Nenad Zimonjić      | 7      | Sydney, Rotterdam, Monte-Carlo, Barcelone, Roland-Garros, Vienne, Masters                                     |
| Horia Tecău         | 5      | Auckland, Casablanca, Bois-le-Duc, Båstad, New Haven                                                          |
| Robert Lindstedt    | 4      | Casablanca, Bois-le-Duc, Båstad, New Haven                                                                    |
| Łukasz Kubot        | 3      | Santiago, Acapulco, Bucarest                                                                                  |
| Marc López          | 3      | Indian Wells, Estoril, Hambourg                                                                               |
| Oliver Marach       | 3      | Santiago, Acapulco, Munich                                                                                    |
| Jürgen Melzer       | 3      | Zagreb, Wimbledon, Shanghai                                                                                   |
| Eric Butorac        | 2      | Tōkyō, Stockholm                                                                                              |
| Mardy Fish          | 2      | San José, Washington                                                                                          |
| Marcel Granollers   | 2      | Chennai, Costa do Sauipe                                                                                      |
| David Marrero       | 2      | Estoril, Hambourg                                                                                             |
| Leander Paes        | 2      | Miami, Shanghai                                                                                               |
| Philipp Petzschner  | 2      | Zagreb, Wimbledon                                                                                             |
| Sam Querrey         | 2      | San José, Memphis                                                                                             |
| / Jean-Julien Rojer | 2      | Tōkyō, Stockholm                                                                                              |
| Santiago Ventura    | 2      | Chennai, Munich                                                                                               |

| Joueurs                | Début de carrière | Premier titre |
| Carsten Ball           | 2005              | Newport       |
| Carlos Berlocq         | 2001              | Stuttgart     |
| Dustin Brown           | 2004              | Metz          |
| Johan Brunström        | 2002              | Gstaad        |
| Jérémy Chardy          | 2006              | Brisbane      |
| Marcus Daniell         | 2010              | Auckland      |
| Novak Djokovic         | 2003              | Queen's       |
| Guillermo García-López | 2002              | Doha          |
| Santiago González      | 2001              | Belgrade      |
| Chris Guccione         | 2003              | Newport       |
| Igor Kunitsyn          | 1999              | Moscou        |
| David Marrero          | 2001              | Estoril       |
| Andy Murray            | 2005              | Valence       |
| Philipp Petzschner     | 2001              | Zagreb        |
| Sam Querrey            | 2006              | San José      |
| Aisam-Ul-Haq Qureshi   | 1998              | Johannesburg  |
| Travis Rettenmaier     | 2002              | Belgrade      |
| Jean-Julien Rojer      | 2002              | Tōkyō         |
| Eduardo Schwank        | 2005              | Stuttgart     |
| Horia Tecău            | 2003              | Auckland      |
| Viktor Troicki         | 2006              | Bangkok       |
| Horacio Zeballos       | 2003              | Buenos Aires  |

#### Titres par nations
| Pays                           | Nombre | Titres |
| États-Unis                     | 18     | Open d'Australie, San José, Delray Beach, Memphis, Houston, Rome, Belgrade, Madrid, Atlanta, Los Angeles, Washington, Toronto, Cincinnati, US Open, Pékin, Tōkyō, Stockholm, Bâle |
| Serbie                         | 9      | Sydney, Rotterdam, Monte-Carlo, Barcelone, Roland-Garros, Queen's, Bangkok, Vienne, Masters                                                                                       |
| Canada                         | 7      | Sydney, Rotterdam, Monte-Carlo, Barcelone, Roland-Garros, Vienne, Masters |
| Espagne                        | 7      | Doha, Chennai, Costa do Sauipe, Indian Wells, Estoril, Munich, Hambourg |
| Autriche                       | 6      | Santiago, Zagreb, Acapulco, Munich, Wimbledon, Shanghai |
| Suède                          | 6      | Dubaï, Casablanca, Bois-le-Duc, Båstad, Gstaad, New Haven |
| Roumanie                       | 5      | Auckland, Casablanca, Bois-le-Duc, Båstad, New Haven |
| Inde                           | 4      | Johannesburg, Miami, Shanghai, Paris-Bercy |
| Pologne                        | 4      | Santiago, Acapulco, Eastbourne, Bucarest |
| Allemagne                      | 3      | Zagreb, Wimbledon, Bangkok |
| Argentine                      | 3      | Buenos Aires, Stuttgart, Bucarest |
| Australie                      | 3      | Dubaï, Newport, Montpellier |
| Tchéquie                       | 3      | Miami, Umag, Kuala Lumpur |
| Antilles néerlandaises Curaçao | 2      | Tōkyō, Stockholm |
| France                         | 2      | Brisbane, Marseille |
| Royaume-Uni                    | 2      | Montpellier, Valence |
| Russie                         | 2      | Halle, Moscou |
| Slovaquie                      | 2      | Umag, Kuala Lumpur |
| Bahamas                        | 1      | Washington |
| Biélorussie                    | 1      | Paris-Bercy |
| Brésil                         | 1      | Nice |
| Finlande                       | 1      | Gstaad |
| Israël                         | 1      | Queen's |
| Italie                         | 1      | Saint-Pétersbourg |
| Jamaïque                       | 1      | Metz |
| Mexique                        | 1      | Belgrade |
| Nouvelle-Zélande               | 1      | Auckland |
| Pakistan                       | 1      | Johannesburg |
| Pays-Bas                       | 1      | Metz |
| Ukraine                        | 1      | Halle |
| Uruguay                        | 1      | Costa do Sauipe |

- Note : Un titre remporté par une paire du même pays ne fait qu'un titre.

## Retraits du circuit
- Younès El Aynaoui, 38 ans (5 janvier)
- Fabrice Santoro, 37 ans (18 janvier)
- Guillermo Cañas, 32 ans (26 mars)
- Sébastien Grosjean, 32 ans (27 mai)
- Paradorn Srichaphan, 30 ans (7 juin)
- Alberto Martín, 31 ans (28 juillet)
- Thierry Ascione, 29 ans (22 septembre)
- Christophe Rochus, 31 ans (30 octobre)
- Taylor Dent, 29 ans (8 novembre)
- Martin Damm, 38 ans (8 novembre)
- Carlos Moyà, 34 ans (17 novembre)
- Dominik Hrbatý, 32 ans (22 novembre)
- Nicolas Kiefer, 33 ans (30 décembre)